# Зайцев, Константин Фёдорович
Константин Фёдорович Зайцев (1914—1977) — красноармеец Рабоче-крестьянской Красной Армии, участник Великой Отечественной войны, Герой Советского Союза (1943).

## Биография
Константин Зайцев родился 25 августа 1914 года в станице Бесленеевская (ныне — Мостовский район Краснодарского края). Получил начальное образование. В 1936—1938 годах проходил службу в Рабоче-крестьянской Красной Армии. В августе 1942 года Зайцев повторно был призван в армию. С сентября того же года — на фронтах Великой Отечественной войны. К сентябрю 1943 года красноармеец Константин Зайцев был разведчиком 496-й отдельной разведроты 236-й стрелковой дивизии 46-й армии Степного фронта. Отличился во время битвы за Днепр.
В ночь с 25 на 26 сентября 1943 года в составе группы из 19 бойцов Зайцев переправился через Днепр в районе села Сошиновка Верхнеднепровского района Днепропетровской области Украинской ССР и принял активное участие в боях за захват и удержание плацдарма на его западном берегу. В боях он лично уничтожил 8 вражеских солдат и офицеров. Действия группы способствовали успешной переправе всей дивизии.
Указом Президиума Верховного Совета СССР от 1 ноября 1943 года красноармеец Константин Зайцев был удостоен высокого звания Героя Советского Союза с вручением ордена Ленина и медали «Золотая Звезда».
После окончания войны Зайцев был демобилизован. Проживал в Мостовском, работал лесничим. Скончался 3 июня 1977 года.
Был также награждён орденом Красной Звезды и рядом медалей.